# Jaborosa chubutensis
Jaborosa chubutensis är en potatisväxtart som beskrevs av G. Barboza och A.T. Hunziker. Jaborosa chubutensis ingår i släktet Jaborosa och familjen potatisväxter. Inga underarter finns listade i Catalogue of Life.